# Snowboarding na Zimowych Igrzyskach Olimpijskich 2014 – snowboard cross mężczyzn
Snowboard cross mężczyzn – trzecia z konkurencji rozgrywanych w ramach snowboardingu na Zimowych Igrzyskach Olimpijskich 2014. Zawodnicy o medale olimpijskie rywalizować będą 17 i 18 lutego na trasie Stadium PSX w Ekstrim-park Roza Chutor położonym w Krasnej Polanie. Tytułu mistrza olimpijskiego z Vancouver będzie bronił Amerykanin Seth Wescott.

## Terminarz
| Data      | Konkurencja  | Godzina rozpoczęcia | Godzina rozpoczęcia |
| Data      | Konkurencja  | Czas CET            | Czas lokalny        |
| --------- | ------------ | ------------------- | ------------------- |
| 16 lutego | Kwalifikacje | 8:00                | 11:00               |
| 16 lutego | 1/8 finału   | 10:30               | 13:30               |
| 16 lutego | Ćwierćfinał  | 10:52               | 13:52               |
| 16 lutego | Półfinał     | 11:04               | 14:04               |
| 16 lutego | Finał        | 11:12               | 14:12               |

## Tło
| Data                                                                            | Miejscowość                                                                     | Zwycięzca                                                                       | Drugi                                                                           | Trzeci                                                                          | Źródło                                                                          |
| Wyniki snowboard crossu podczas zawodów Pucharu Świata w snowboardzie 2013/2014 | Wyniki snowboard crossu podczas zawodów Pucharu Świata w snowboardzie 2013/2014 | Wyniki snowboard crossu podczas zawodów Pucharu Świata w snowboardzie 2013/2014 | Wyniki snowboard crossu podczas zawodów Pucharu Świata w snowboardzie 2013/2014 | Wyniki snowboard crossu podczas zawodów Pucharu Świata w snowboardzie 2013/2014 | Wyniki snowboard crossu podczas zawodów Pucharu Świata w snowboardzie 2013/2014 |
| ------------------------------------------------------------------------------- | ------------------------------------------------------------------------------- | ------------------------------------------------------------------------------- | ------------------------------------------------------------------------------- | ------------------------------------------------------------------------------- | ------------------------------------------------------------------------------- |
| 7 grudnia                                                                       | Montafon                                                                        | Markus Schairer                                                                 | Omar Visintin                                                                   | Kevin Hill                                                                      | [ 2 ]                                                                           |
| 21 grudnia                                                                      | Lake Louise                                                                     | Jarryd Hughes                                                                   | Konstantin Schad                                                                | Alex Deibold                                                                    | [ 3 ]                                                                           |
| 11 stycznia                                                                     | Vallnord-Arinsal                                                                | Trevor Jacob                                                                    | Stian Sivertzen                                                                 | Omar Visintin                                                                   | [ 4 ]                                                                           |
| 12 stycznia                                                                     | Vallnord-Arinsal                                                                | Omar Visintin                                                                   | Lucas Eguibar                                                                   | Luca Matteotti                                                                  | [ 5 ]                                                                           |
| Wyniki Snowboardcrossu na Zimowych Igrzyskach Olimpijskich 2010                 |                                                                                 |                                                                                 |                                                                                 |                                                                                 |                                                                                 |
| 15 lutego                                                                       | Vancouver                                                                       | Seth Wescott                                                                    | Mike Robertson                                                                  | Tony Ramoin                                                                     | [ 6 ]                                                                           |
| Wyniki Snowboardcrossu na mistrzostwach świata 2011                             |                                                                                 |                                                                                 |                                                                                 |                                                                                 |                                                                                 |
| 18 stycznia                                                                     | La Molina                                                                       | Alex Pullin                                                                     | Seth Wescott                                                                    | Nate Holland                                                                    | [ 7 ]                                                                           |
| Wyniki Snowboardcrossu na mistrzostwach świata 2013                             |                                                                                 |                                                                                 |                                                                                 |                                                                                 |                                                                                 |
| 25 stycznia                                                                     | Stoneham                                                                        | Alex Pullin                                                                     | Markus Schairer                                                                 | Stian Sivertzen                                                                 | [ 8 ]                                                                           |

## Wyniki

### Kwalifikacje
Kwalifikacje zostały odwołane. Zawodnicy podzieleni zostali na 8 grup 1/8 finału według numerów z kwalifikacji.
| Pozycja | Nr | Zawodnik                | Reprezentacja     | Zjazdy | Zjazdy | Najlepszy | Uwagi |
| Pozycja | Nr | Zawodnik                | Reprezentacja     | 1      | 2      | Najlepszy | Uwagi |
| ------- | -- | ----------------------- | ----------------- | ------ | ------ | --------- | ----- |
|         | 1  | Alex Deibold            | Stany Zjednoczone | –      | –      | –         | Q     |
|         | 2  | Jarryd Hughes           | Australia         | –      | –      | –         | Q     |
|         | 3  | Stian Sivertzen         | Norwegia          | –      | –      | –         | Q     |
|         | 4  | Alessandro Haemmerle    | Austria           | –      | –      | –         | Q     |
|         | 5  | Nate Holland            | Stany Zjednoczone | –      | –      | –         | Q     |
|         | 6  | Nick Baumgartner        | Stany Zjednoczone | –      | –      | –         | Q     |
|         | 7  | Lucas Eguibar           | Hiszpania         | –      | –      | –         | Q     |
|         | 8  | Alex Pullin             | Australia         | –      | –      | –         | Q     |
|         | 9  | Mateusz Ligocki         | Polska            | –      | –      | –         | Q     |
|         | 10 | Konstantin Schad        | Niemcy            | –      | –      | –         | Q     |
|         | 11 | Trevor Jacob            | Stany Zjednoczone | –      | –      | –         | Q     |
|         | 12 | Christopher Robanske    | Kanada            | –      | –      | –         | Q     |
|         | 13 | Markus Schairer         | Austria           | –      | –      | –         | Q     |
|         | 14 | Luca Matteotti          | Włochy            | –      | –      | –         | Q     |
|         | 15 | Pierre Vaultier         | Francja           | –      | –      | –         | Q     |
|         | 16 | Omar Visintin           | Włochy            | –      | –      | –         | Q     |
|         | 17 | Kevin Hill              | Kanada            | –      | –      | –         | Q     |
|         | 18 | Robert Fagan            | Kanada            | –      | –      | –         | Q     |
|         | 19 | Emanuel Perathoner      | Włochy            | –      | –      | –         | Q     |
|         | 20 | Nikołaj Olunin          | Rosja             | –      | –      | –         | Q     |
|         | 21 | Tommaso Leoni           | Włochy            | –      | –      | –         | Q     |
|         | 22 | Jussi Taka              | Finlandia         | –      | –      | –         | Q     |
|         | 23 | Paul Berg               | Niemcy            | –      | –      | –         | Q     |
|         | 24 | Regino Hernández Martín | Hiszpania         | –      | –      | –         | Q     |
|         | 25 | Lluís Marín Tarroch     | Andora            | –      | –      | –         | Q     |
|         | 26 | Paul-Henri de Le Rue    | Francja           | –      | –      | –         | Q     |
|         | 27 | Hanno Douschan          | Austria           | –      | –      | –         | Q     |
|         | 28 | Anton Lindfors          | Finlandia         | –      | –      | –         | Q     |
|         | 29 | Maciej Jodko            | Polska            | –      | –      | –         | Q     |
|         | 30 | Jake Holden             | Kanada            | –      | –      | –         | Q     |
|         | 31 | Cameron Bolton          | Australia         | –      | –      | –         | Q     |
|         | 32 | Andrej Bołdykow         | Rosja             | –      | –      | –         | Q     |
|         | 33 | Tony Ramoin             | Francja           | –      | –      | –         | Q     |
|         | 34 | Tim Watter              | Szwajcaria        | –      | –      | –         | Q     |
|         | 35 | Marvin James            | Szwajcaria        | –      | –      | –         | Q     |
|         | 36 | Laro Herrero            | Hiszpania         | –      | –      | –         | Q     |
|         | 37 | Anton Kopriwica         | Rosja             | –      | –      | –         | Q     |
|         | 38 | Emil Novak              | Czechy            | –      | –      | –         | Q     |
|         | 39 | David Bakeš             | Czechy            | –      | –      | –         | Q     |

## Runda Eliminacyjna

### 1/8 Finału
| Pozycja | Nr | Zawodnik         | Państwo           | Uwagi |
| ------- | -- | ---------------- | ----------------- | ----- |
| 1.      | 8  | Alex Pullin      | Australia         | Q     |
| 2.      | 33 | Tony Ramoin      | Francja           | Q     |
| 3.      | 17 | Kevin Hill       | Kanada            | Q     |
| 4.      | 6  | Nick Baumgartner | Stany Zjednoczone |       |
| 5.      | 32 | Andrej Bołdykow  | Rosja             |       |

| Pozycja | Nr | Zawodnik                | Państwo           | Uwagi |
| ------- | -- | ----------------------- | ----------------- | ----- |
| 1.      | 7  | Lucas Eguibar           | Hiszpania         | Q     |
| 2.      | 24 | Regino Hernández Martín | Hiszpania         | Q     |
| 3.      | 1  | Alex Deibold            | Stany Zjednoczone | Q     |
| 4.      | 25 | Lluís Marín Tarroch     | Andora            |       |

| Pozycja | Nr | Zawodnik        | Państwo           | Uwagi |
| ------- | -- | --------------- | ----------------- | ----- |
| 1.      | 11 | Trevor Jacob    | Stany Zjednoczone | Q     |
| 2.      | 28 | Anton Lindfors  | Finlandia         | Q     |
| 3.      | 21 | Tommaso Leoni   | Włochy            | Q     |
| 4.      | 5  | Nate Holland    | Stany Zjednoczone |       |
| 5.      | 37 | Anton Kopriwica | Rosja             |       |

| Pozycja | Nr | Zawodnik             | Państwo   | Uwagi |
| ------- | -- | -------------------- | --------- | ----- |
| 1.      | 20 | Nikołaj Olunin       | Rosja     | Q     |
| 2.      | 4  | Alessandro Haemmerle | Austria   | Q     |
| 3.      | 3  | Stian Sivertzen      | Norwegia  | Q     |
| 4.      | 29 | Maciej Jodko         | Polska    |       |
| 5.      | 36 | Laro Herrero         | Hiszpania |       |

| Pozycja | Nr | Zawodnik           | Państwo    | Uwagi |
| ------- | -- | ------------------ | ---------- | ----- |
| 1.      | 10 | Konstantin Schad   | Niemcy     | Q     |
| 2.      | 16 | Omar Visintin      | Włochy     | Q     |
| 3.      | 35 | Marvin James       | Szwajcaria | Q     |
| 4.      | 30 | Jake Holden        | Kanada     |       |
| -       | 19 | Emanuel Perathoner | Włochy     | DNS   |

| Pozycja | Nr | Zawodnik        | Państwo   | Uwagi |
| ------- | -- | --------------- | --------- | ----- |
| 1.      | 15 | Pierre Vaultier | Francja   | Q     |
| 2.      | 27 | Hanno Douschan  | Austria   | Q     |
| 3.      | 2  | Jarryd Hughes   | Australia | Q     |
| 4.      | 38 | Emil Novak      | Czechy    |       |
| 5.      | 22 | Jussi Taka      | Finlandia |       |

| Pozycja | Nr | Zawodnik             | Państwo | Uwagi |
| ------- | -- | -------------------- | ------- | ----- |
| 1.      | 23 | Paul Berg            | Niemcy  | Q     |
| 2.      | 12 | Christopher Robanske | Kanada  | Q     |
| 3.      | 26 | Paul-Henri de Le Rue | Francja | Q     |
| 4.      | 39 | David Bakeš          | Czechy  |       |
| 5.      | 9  | Mateusz Ligocki      | Polska  |       |

| Pozycja | Nr | Zawodnik        | Państwo    | Uwagi |
| ------- | -- | --------------- | ---------- | ----- |
| 1.      | 31 | Cameron Bolton  | Australia  | Q     |
| 2.      | 34 | Tim Watter      | Szwajcaria | Q     |
| 3.      | 14 | Luca Matteotti  | Włochy     | Q     |
| 4.      | 18 | Robert Fagan    | Kanada     | DSQ   |
| 5.      | 13 | Markus Schairer | Austria    | DNF   |

### Ćwierćfinał
| Pozycja | Nr | Zawodnik                | Kraj              | Uwagi |
| ------- | -- | ----------------------- | ----------------- | ----- |
| 1.      | 7  | Lucas Eguibar           | Hiszpania         | Q     |
| 2.      | 17 | Kevin Hill              | Kanada            | Q     |
| 3.      | 1  | Alex Deibold            | Stany Zjednoczone | Q     |
| 4.      | 8  | Alex Pullin             | Australia         |       |
| 5.      | 33 | Tony Ramoin             | Francja           |       |
| 6.      | 24 | Regino Hernández Martín | Hiszpania         |       |

| Pozycja | Nr | Zawodnik             | Kraj              | Uwagi |
| ------- | -- | -------------------- | ----------------- | ----- |
| 1.      | 20 | Nikołaj Olunin       | Rosja             | Q     |
| 2.      | 11 | Trevor Jacob         | Stany Zjednoczone | Q     |
| 3.      | 3  | Stian Sivertzen      | Norwegia          | Q     |
| 4.      | 28 | Anton Lindfors       | Finlandia         |       |
| 5.      | 4  | Alessandro Haemmerle | Austria           |       |
| 6.      | 21 | Tommaso Leoni        | Włochy            |       |

| Pozycja | Nr | Zawodnik         | Kraj       | Uwagi |
| ------- | -- | ---------------- | ---------- | ----- |
| 1.      | 15 | Pierre Vaultier  | Francja    | Q     |
| 2.      | 16 | Omar Visintin    | Włochy     | Q     |
| 3.      | 27 | Hanno Douschan   | Austria    | Q     |
| 4.      | 10 | Konstantin Schad | Niemcy     |       |
| 5.      | 2  | Jarryd Hughes    | Australia  |       |
| -       | 35 | Marvin James     | Szwajcaria | DNF   |

| Pozycja | Nr | Zawodnik             | Kraj       | Uwagi |
| ------- | -- | -------------------- | ---------- | ----- |
| 1.      | 31 | Cameron Bolton       | Australia  | Q     |
| 2.      | 26 | Paul-Henri de Le Rue | Francja    | Q     |
| 3.      | 14 | Luca Matteotti       | Włochy     | Q     |
| 4.      | 23 | Paul Berg            | Niemcy     |       |
| -       | 12 | Christopher Robanske | Kanada     | DSQ   |
| -       | 34 | Tim Watter           | Szwajcaria | DSQ   |

### 1/2 Finału
| Pozycja | Nr | Zawodnik        | Kraj              | Uwagi |
| ------- | -- | --------------- | ----------------- | ----- |
| 1.      | 20 | Nikołaj Olunin  | Rosja             | QF    |
| 2.      | 3  | Stian Sivertzen | Norwegia          | QF    |
| 3.      | 1  | Alex Deibold    | Stany Zjednoczone | QF    |
| 4.      | 11 | Trevor Jacob    | Stany Zjednoczone | QSF   |
| 5.      | 7  | Lucas Eguibar   | Hiszpania         | QSF   |
| 6.      | 17 | Kevin Hill      | Kanada            | QSF   |

| Pozycja | Nr | Zawodnik             | Kraj      | Uwagi    |
| ------- | -- | -------------------- | --------- | -------- |
| 1.      | 15 | Pierre Vaultier      | Francja   | QF       |
| 2.      | 26 | Paul-Henri de Le Rue | Francja   | QF       |
| 3.      | 14 | Luca Matteotti       | Włochy    | QF       |
| 4       | 31 | Cameron Bolton       | Australia | QSF      |
| -       | 16 | Omar Visintin        | Włochy    | DNF, QSF |
| -       | 27 | Hanno Douschan       | Austria   | DSQ, QSF |

### Finał
Mały Finał
| Pozycja | Nr | Zawodnik       | Kraj              |
| ------- | -- | -------------- | ----------------- |
| 7.      | 7  | Lucas Eguibar  | Hiszpania         |
| 8.      | 17 | Kevin Hill     | Kanada            |
| 9.      | 11 | Trevor Jacob   | Stany Zjednoczone |
| 10.     | 27 | Hanno Douschan | Austria           |
| 11.     | 31 | Cameron Bolton | Australia         |
| 12.     | 16 | Omar Visintin  | Włochy            |

Finał
| Pozycja | Nr | Zawodnik             | Kraj              |
| ------- | -- | -------------------- | ----------------- |
| 01 !    | 15 | Pierre Vaultier      | Francja           |
| 02 !    | 20 | Nikołaj Olunin       | Rosja             |
| 03 !    | 1  | Alex Deibold         | Stany Zjednoczone |
| 4.      | 26 | Paul-Henri de Le Rue | Francja           |
| 5.      | 3  | Stian Sivertzen      | Norwegia          |
| 6.      | 14 | Luca Matteotti       | Włochy            |